# Wanlaweyne

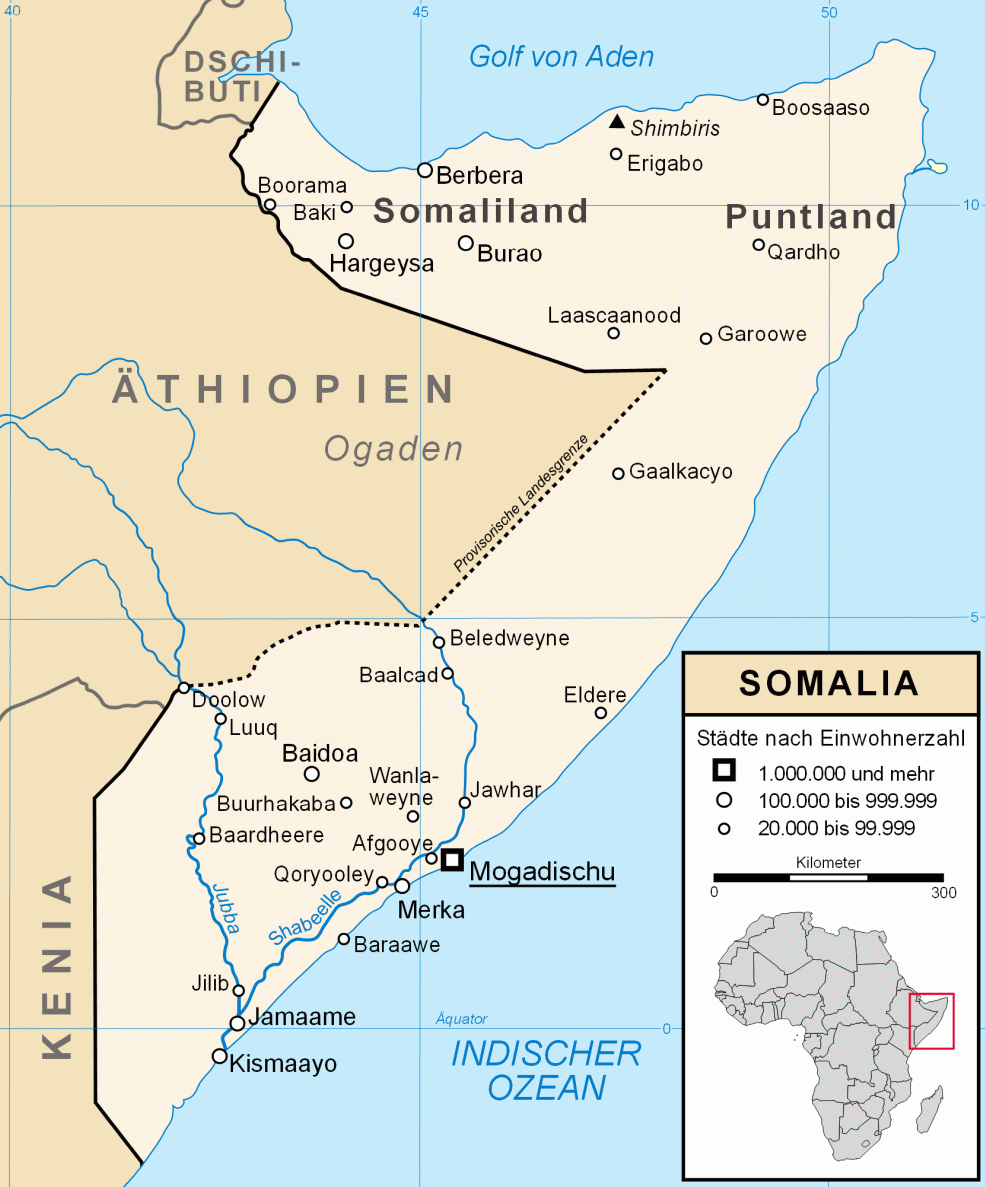
Karte Somalias

Wanlaweyne (auch Wanlaweyn oder Uanle Uen geschrieben) ist eine Stadt im Süden Somalias, in der Region Shabeellaha Hoose. Sie hat etwa 23.000 Einwohner.
Seit Juni 2006 befanden sich Wanlaweyne und Umgebung unter der Kontrolle der Union islamischer Gerichte; abgesehen von einem Vorfall, bei dem am 23. August im Rahmen eines Konflikts zwischen den Hawiya-Subclans der Gaaljecel und Habre Gedir fünf Menschen getötet wurden, blieb es seither verhältnismäßig ruhig.